# Mirambell (Bassella)
Mirambell és un poble del municipi de Bassella, a l'extrem sud de l'Alt Urgell. El poble és a la part alta d'un petit serrat, a 670 metres d'altitud, i el formen sis cases, cal Bepo, ca l'Ignasi, cal Maleno, cal Costa, cal Solé i cal Pical, que fins a mitjan segle passat pertanyien a l'antic municipi de Guardiola, i que en l'actualitat correspon al de Bassella. Des del portal de Mirambell, hi ha una panoràmica esplèndida del Prepirineu. Mirant al nord, hi ha la ribera del Segre amb les aigües del pantà de Rialb i l'horta d'Oliana, envoltada de muntanyes, Sant Marc, el Corb, Sant Honorat, les serres d'Aubenç, de les Canals i la serra Seca, el Turp, i més a llevant la Bòfia. I a l'horitzó, cap a ponent, la muntanya de Sant Mamet i la Serra del Montsec. Com en molts petits pobles, al llarg d'aquests últims anys la població ha anat minvant, eren 31 habitants el 1960, 26 l'any 1970, 18 habitants el 1981, 11 el 1997 i tan sols 9 al 2021.